# Míra Kumárová
Míra Kumárová (* 31. březen 1945, Patna) je indická politička a bývalá diplomatka.

## Životopis
Narodila se jako dcera prominentního dálitského politika v hlavním městě indického svazového státu Bihár. Vystudovala práva a získala taktéž magisterský diplom v oboru anglické literatury.

### Prezidentské volby 2017
V roce 2017 se zúčastnila jako opoziční kandidátka (UPA) indických prezidentských voleb, v kterých se ziskem cca 34 % hlasů podlehla dálitu Rámu Náthu Kóvindovi, vládní Indickou lidovou stranou podporovanému kandidátovi.